# HD40405
HD40405 — хімічно пекулярна зоря спектрального класу A0, що має видиму зоряну величину в смузі V приблизно  8,9.
Вона  розташована на відстані близько 1325,8 світлових років від Сонця.